# Глазуново (Старицкий район)
Глазуново — деревня в Берновском сельском поселении Старицкого района Тверской области России.

## Географическое положение
Находится на автодороге Торжок — Высокое — Берново — Старица 28К-1584, на берегу реки Тьмы недалеко от впадения в неё речки Озерни.

## История
В начале XIX века деревня принадлежала орловскому губернатору Ивану Петровичу Вульфу (1741—1814), владевшему усадьбой в расположенном поблизости селе Берново. После его смерти, при разделе имущества в 1815 году, перешло по наследству к его сыну, отставному поручику лейб-гвардии Семёновского полка, Павлу Ивановичу Вульфу (1775—1858). На тот момент в деревне проживало 320 человек (148 мужчин и 172 женщины). Павел Иванович построил свою усадьбу Павловское недалеко.
В 1820-е годы Павел Вульф продал деревню Глазуново (Глазуны) Василию Вельяшеву (1780—1856), владевшему расположенной недалеко усадьбой Мариничи (не сохранилась, располагалась на противоположном берегу реки Тьмы) и женатому на сестре Павла Вульфа — Наталье Ивановне Вульф (1782—1855). Их дочери Екатерине Вельяшевой (1813—1865) Александр Пушкин, останавливавшейся в Павловском, посвятил свои строки «Подъезжая под Ижоры».
В середине XIX века владельческая деревня Глазуны относилась к Берновской волости I стана Старицкого уезда Тверской губернии. Отмечалось, что она располагалась между Новоторжской и Вышеволоцкой проселочными дорогами. В ней имелось 39 дворов, проживало 280 человек (133 мужчины и 147 женщин).

## Население
| 2008 | 2010 |
| ---- | ---- |
| 13   | ↗18  |

## Достопримечательности

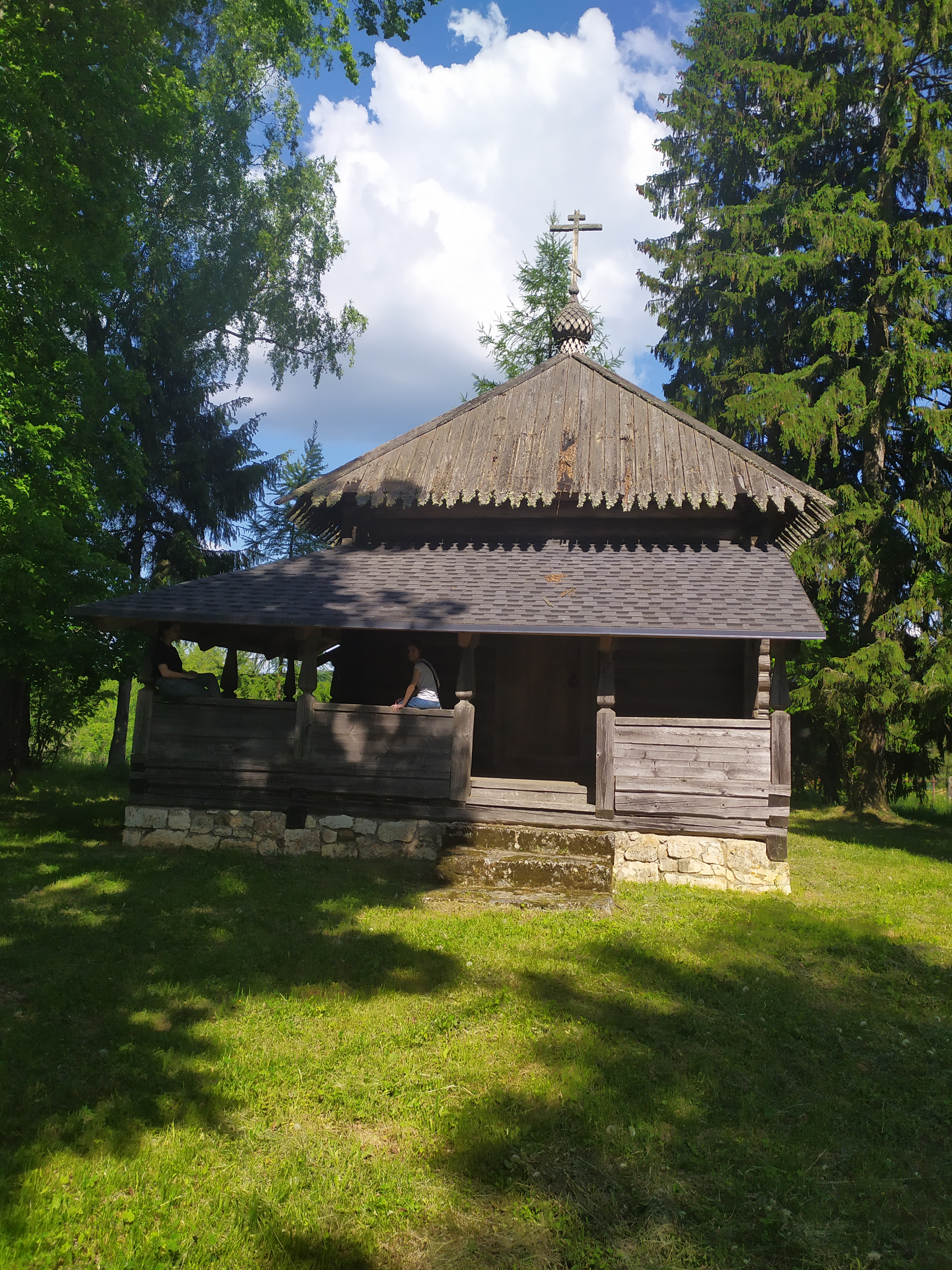
Часовня Спаса Преображения в деревне Глазуново

В деревне расположена часовня Спаса Преображения середины XVIII века.